# 三輪紋子
三輪 紋子（みわ あやこ、1990年6月2日 - ）は、日本の女優、タレント。愛知県日進市出身。名古屋市立名東高等学校卒業。所属事務所はAGN@Enthena。身長156 cm。血液型は、 O型。

## 来歴・人物
- モダンバレエを11年、スポーツはバスケットボールを得意とする[1]。
- 高校では演劇部に入部[2]。それがきっかけにもなり、2009年に上京し、役者の専門学校に入学。
- 卒業後、2012年に劇団STUDIO Headzに所属。[3]。
- 2013年6月退団後、専門学校の同期にエンターテイメント集団を創立すると誘いを受け、AGN@Enthenaに所属[4]。
- 2014年2月から劇団時代の同期である新井惟とユニットを組み、ステージ上でテキーラを飲み、歌って踊ってヘッドバンギングをする“Adultyなあげあげユニット”Eve☆（エヴスタ）を結成[5]。現在に至るまで、舞台、映像、MC、スーツアクトレス、ダンサー、モデル、ユニット活動と様々に活動領域を広げている[1]。
- 猫好き。幼少期から実家で猫を飼っていた。2016年に亡くなった愛猫は20歳以上も生きた。[6]

＊2017年　体調不良の為芸能活動を中止。

## 主な出演

### テレビ
- 風媒花 加藤詩織役（2016年9月-、千葉テレビ放送 ）
- 魔法少女てんてるマロン（2015年、千葉テレビ放送 全話）
- マジすか学園4（2015年、hulu他 全話）
- 若者たち 2014（2014年、フジテレビ系列 第7話）
- 戦力外捜査官（2014年、日本テレビ系列 第7話）
- 1914 幻の東京〜よみがえるモダン都市〜（2014年、NHK系列）
- ヤングシナリオ大賞「人生ごっこ」（2013年、フジテレビ系列）
- DINOS いいものプレミアム（2013年、フジテレビ）
- 吉テレ「セールスタイル」企画内作成CM（2013年、BS日テレ）

### 舞台
- 「世界は僕のCUBEで造られる・2016」ミスブレイン役（2016年６月、新宿サンモールスタジオ）
- 「暁のヨナ」アン・リリ役（2016年3月、EX THEATER ROPPONGI）
- エンテナ PLAY UNION「年の始めのためしとて」Dream Box (2016年1月、萬劇場)
- 「DOG'S」キャンディー役(2015年5月、笹塚ファクトリー)
- 人狼ザ・ライブ・プレイング・シアター#16「雪の咲く村」使用人ジョリーン役(2014年12月、シアターKASSAI)
- 「DOLLS〜魂を受け継ぐ者達」霧ヶ峰不二子役（2014年11月、BASE THEATER）
- 「足フェチ」オムニバス3作品出演(2014年7月、新宿サニーサイドシアター)
- 「あそこに見えるのはユートピア」ロコ役(2014年3月、明石スタジオ(東京)・ナビロフト(名古屋))
- 「FESTA!!」鳥原美子役（2013年6月、明石スタジオ）
- 劇団K助「オムニー5〜ノンストップバスって…停まんねーじゃんよ!2012春〜」"富士山の山頂は嫌な奴が多い"リカ役（2012年4月、野方区民ホール）
- 「空想〜見上げればそこに〜」理香役(東京)・恭子役(高松)（2012年2月、阿佐ヶ谷アルシェ(東京)・暁ホール(高松)）
- 「天国(うえ)を向いて歩こう」轟初音役（2011年3月、上板橋GreenDoor）
- 「『シンデレラは生きていた』改め『子鹿のゾンビは可愛いな』のオーディション」mami役（2010年9月、アイピット目白）
- 高校演劇大会 地区・県・中部大会進出「CLOSED」主演 瑠璃役（2008年）
- 劇団レインボウ21子どもミュージカル「SHIN-未来は春色-」現代子E役（2000年3月）

### 映画
- SCOOP!-BARレディ役（2016年10月-）
- 風媒花-加藤詩織役（2016年10月-）
- 教科書にないッ！（2016年10月4日-)
- レジェンド 最凶覚醒II（2015年9月13日-)
- レジェンド 最凶覚醒-美沙の友人B役（2015年4月26日-）
- 自主制作『それは悲しくて懐かしい感覚』-ミキ役（2015年）

### その他
- AGN@Enthena プロデュース総合エンターテインメントイベント「Enthena EVENT」1st - 11th（2013年11月 - 2016年6月、原宿 Astro HALL・渋谷DESEO等）